# OneDrive
OneDrive (раніше — SkyDrive, Windows Live SkyDrive і Windows Live Folders) — це файловий хостинг, що надається компанією Майкрософт як частина набору онлайн-послуг. Він дозволяє користувачам зберігати файли, а також інші особисті дані, такі як налаштування Windows або ключі відновлення BitLocker у хмарі. Файли можна синхронізувати з ПК та отримувати доступ до них з веббраузера або мобільного пристрою, а також ділитися публічно або з певними людьми. OneDrive пропонує 5 Гб вільного місця для зберігання. Додатковий обсяг пам'яті можна додати окремо або через підписку на інші служби Microsoft, включаючи Office 365 та Groove Music.

## Характеристики
- Сервіс OneDrive дозволяє зберігати до 5 ГБ інформації безкоштовно.
- Для зображень передбачений попередній перегляд у вигляді ескізів, а також можливість їх перегляду у вигляді слайдів.
- Для користувачів Windows 8 доступно 25 ГБ.
- Для всіх папок і файлів можна визначити рівень доступу — від виключно персонального до публічного.
- Є недокументований доступ за протоколом WebDAV.
- Випускаються клієнтські додатки для Android, iOS, Windows Phone, Windows, Xbox (в тому числі Windows 8), OS X, MeeGo 1.2 Harmattan, Symbian Belle.
- Для бізнесу може бути отримана автономна версія.

## Особливості

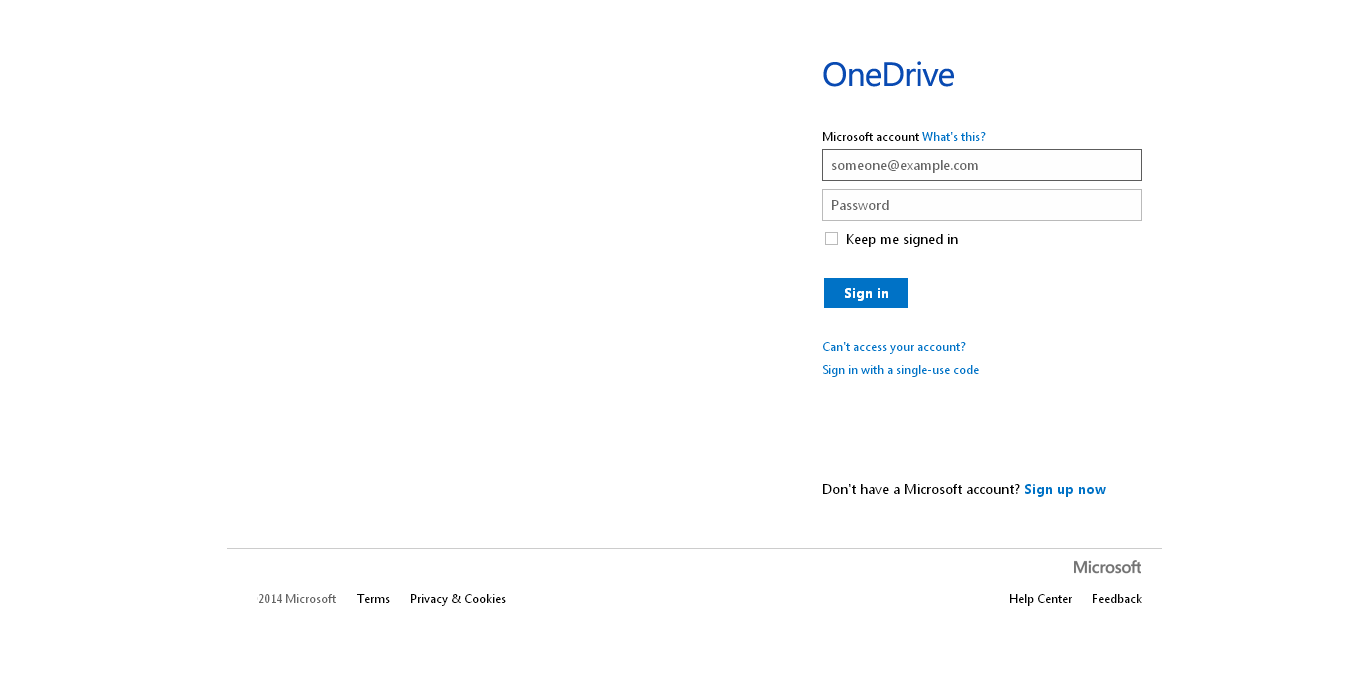

Існує підтримка Office Online в OneDrive. Це дозволяє користувачам завантажувати, створювати, редагувати та обмінюватися документами Microsoft Office безпосередньо в веббраузері. Користувачі можуть створювати, переглядати та редагувати документи Word, Excel, PowerPoint і OneNote прямо в браузері. Безсумнівною перевагою сервісу є можливість запису файлів шляхом простого переміщення або використання вебдодатків. Присутній і віддалений доступ до комп'ютера, який працює під управлінням Windows.

## Зберігання
Сховище
З 2016 року служба пропонує 5 Гб вільного місця для нових користувачів. Додаткове сховище доступне для придбання.
Кількість доступних сховищ змінювалась кілька разів. Спочатку сервіс надавав 7 Гб пам'яті, і на 1 рік — ще 3 ГБ вільного сховища для студентів. Користувачі, які підписалися на OneDrive до 22 квітня 2012 року, змогли прийняти обмежену пропозицію на 25 Гб безкоштовного оновлення. Сервіс побудований за допомогою технологій HTML5, а файли до 300 МБ можуть завантажуватися за допомогою перетягування в веббраузері або до 10 Гб за допомогою настільної програми OneDrive для Microsoft Windows і OS X. З 23 вересня 2013 року, крім 7 Гб вільного місця для зберігання (або 25 Гб для користувачів, які мають право на безкоштовне оновлення), користувачі, які потребують більшого обсягу пам'яті, можуть вибрати один із чотирьох додаткових планів зберігання.
Користувачам у деяких регіонах може знадобитися певна платіжна картка або PayPal. Платіжний план зберігання поновлюється автоматично щороку, якщо компанія Microsoft або користувач не скасують цю послугу. Після повторного запуску в якості OneDrive було запроваджено щомісячні платіжні плани, а також можливість заробити до 5 Гб вільної пам'яті для переадресації нових користувачів на OneDrive (по 500 МБ кожна) та 3 ГБ, якщо користувачі активують автоматичне завантаження фотографій за допомогою мобільних додатки OneDrive на смартфонах. Абоненти домашніх планів Office 365 також отримують додатковий обсяг пам'яті для використання сервісу, з 20 Гб на користувача.
У червні 2014 року було оголошено про те, що за замовчуванням обсяг зберігання OneDrive збільшиться до 15 Гб, що відповідатиме обсягу пам'яті, запропонованому конкурентом Google Диска. Додаткові 15 ГБ були запропоновані для активації резервної копії камери на мобільному пристрої, випереджаючи Google Диск до листопада 2015 року, коли цей бонус був скасований. Кількість додаткової пам'яті для абонентів Office 365 також зросла до 1 Тб. Microsoft знизила вартість підписки на зберігання OneDrive на той час.

У жовтні 2014 року компанія Microsoft оголосила, що вона зможе запропонувати необмежений обсяг пам'яті OneDrive всім абонентам Office 365. Однак 3 листопада 2015 року було відновлено ліміт 1 ТБ. Microsoft також оголосила про заплановане заміщення своїх планів на 100 ГБ і 200 ГБ за допомогою нового плану розміром 50 Гб на початку 2016 року та скорочення вільного місця зберігання від 15 ГБ до 5 ГБ. Будь-які поточні рахунки, що перевищують цей ліміт, продовжуватимуть зберігати збільшений обсяг пам'яті не менше 12 місяців. Після того, як корпорація Майкрософт змінила рішення щодо скорочення, компанія Microsoft оголосила 11 грудня того ж року, що вона дозволить існуючим користувачам вимагати наявність вільної пам'яті до 30 Гб, яка не зазнає зменшення, і заявила, що повністю компенсує клієнтам Office 365 не задоволених лімітом 1 ТБ, серед інших виплат.
Версія

OneDrive logo

На відміну від своїх конкурентів, Dropbox та Google Drive, OneDrive не зберігає попередні версії файлів. Існує декілька версій файлів у форматах Microsoft Office, але не для інших файлів.
Кошик
OneDrive реалізує «сміттєвий бак»; файли, які користувач вибирає для видалення, зберігаються там протягом певного часу, не рахуючи їх частиною розподілу користувача, і можуть бути відновлені до тих пір, поки вони не будуть очищені від OneDrive.
Завантажити як ZIP-файли
Цілі папки можна завантажити як єдиний ZIP-файл з OneDrive. Для одного завантаження існує ліміт 4 Гб або 65 000 файлів(залежно від того, який показник буде раніше).

## Редагування
Office Online

Microsoft додав Office Online (відомий у той час як Office Web Apps) можливість OneDrive у своєму «Wave 4», що дозволяє користувачам завантажувати, створювати, редагувати та надсилати документи Word, Excel, PowerPoint та OneNote безпосередньо в вебпереглядачі. Крім того, Office Online дозволяє декільком користувачам одночасно співавторів документів Excel у вебпереглядачі та співавторів документів OneNote з іншим вебкористувачем або настільною програмою. Користувачі також можуть переглядати історію версій документів Office, що зберігаються на OneDrive.
Формати
OneDrive дозволяє переглядати документи у форматі Portable Document Format (PDF), та у форматі Open Document Format (ODF), формат файлів у форматі XML, підтримуваний багатьма програмами для обробки текстів, включаючи Microsoft Office, LibreOffice, OpenOffice. org і Corel's WordPerfect. Функція пошуку OneDrive не підтримує пошук у документах PDF.
Редагування звичайного тексту
OneDrive включає онлайн текстовий редактор, який дозволяє користувачам переглядати та редагувати файли у текстовому форматі, наприклад, текстові та пакетні файли. Підсвічування синтаксису та завершення коду доступні для ряду мов програмування та розмітки, включаючи C #, Visual Basic, JavaScript, Windows PowerShell, CSS, HTML, XML, PHP та Java. Цей онлайн-редактор включає функцію пошуку та заміни, а також спосіб керування конфліктами злиття файлів.

## Фото та відео
OneDrive може використовувати географічні дані для фотографій, завантажених у службу, і автоматично відображатиме карту позначеного місця. OneDrive також дозволяє користувачам позначати людей у фотографіях, завантажених через вебінтерфейс або через Фотоколекцію Windows. Фотографії, завантажені на OneDrive, можуть відтворюватися як автоматичне слайд-шоу.

## Клієнтські додатки
Microsoft випустила клієнтські програми OneDrive для Android, iOS, Windows 8, Windows 10, Windows 10 Mobile, Windows Phone Xbox 360, і Xbox One, які дозволяють користувачам переглядати та впорядковувати файли, що зберігаються на хмарному сховищі OneDrive. Крім того, Microsoft випустила настільні додатки для Microsoft Windows (Vista і пізніших версій) та OS X (10.7 Lion і пізніших версій), які дозволяють користувачам синхронізувати весь об'єм OneDrive з їх комп'ютерами для автономного доступу, а також між кількома комп'ютерами. Клієнт OneDrive для Windows дозволяє користувачам «завантажувати» вміст своїх ПК через веббраузер, якщо користувач включив цю опцію; Користувачі macOS можуть завантажувати з ПК, але не навпаки. Версії Android, iOS та Windows Phone 8 також дозволяють автоматично завантажувати фотографії камери на OneDrive. Після ребрендингу в якості OneDrive додаток Xbox One також додав досягнення.
Окрім клієнтських додатків, OneDrive інтегрований в Windows 8.1, Microsoft Office 2010 та новіші їх версії, а також в центрі Office та Photos у Windows Phone, що дає користувачам доступ до документів, фотографій та відеозаписів, що зберігаються на їхній обліковій системі OneDrive. OneDrive у Windows 8.1 може синхронізувати налаштування та файли користувача за допомогою доданої програми OneDrive (спочатку вона називалася SkyDrive, доки ім'я не було змінено за допомогою оновлення Windows) або File Explorer, що призупиняє попередній клієнт Windows. Одночасно з використанням точок переробки ці зміни дозволяють отримувати доступ до файлів безпосередньо з OneDrive так, якби вони зберігаються локально. Додаток OneDrive також оновлено, щоб включити локальний файловий менеджер. На відміну від Windows 8, використання OneDrive в Windows 8.1 вимагає підключення облікового запису користувача до облікового запису Microsoft; попередній OneDrive настільний клієнт (який не має цієї вимоги) більше не працює в Windows 8.1. Крім того, функція завантаження не працює на Windows 8.1.
У оновленні 4 липня 2017 року клієнт Desktop OneDrive почав показувати повідомлення про помилку, згідно з яким локальна папка OneDrive повинна бути розташована лише на томі NTFS. Інші файлові системи, включаючи старі FAT32 та exFAT, а також новіші системи ReFS не підтримувалися. Microsoft далі зауважив, що це завжди є вимогою; він лише виправив помилку, в якій попередження не відображалося.
Інтеграція з Microsoft Office
Користувачі останніх версій Microsoft Office (для Windows або macOS) можуть використовувати прикладні програми для настільних комп'ютерів для одночасного редагування того ж розділу документів, що зберігаються на OneDrive. Зміни синхронізуються, коли користувачі зберігають документ, і де виникають конфлікти, користувач, який зберігає дані, може вибрати, яку саме версію зберегти. Користувачі можуть також використовувати декілька різних настільних та вебпрограм для редагування того самого документа. Починаючи з Office 2016, інтеграція OneDrive може бути відключена в налаштуваннях програми OneDrive.
Користувачі Microsoft OneNote можуть синхронізувати один або декілька своїх ноутбуків за допомогою OneDrive. Коли ноутбук вибирається для спільного використання, OneDrive копіює ноутбук з комп'ютера користувача на OneDrive, і ця онлайн-копія стає оригіналом для всіх майбутніх змін. Вихідна копія залишається на жорсткому диску користувача, але більше не оновлюється OneNote. Користувачі можуть повернутися до автономної версії ноутбука, змінивши його вручну в OneNote, але можуть виникнути непередбачувані результати, включаючи припинення програми Application OneNote та втрату даних ноутбука за певних умов. За таких обставин повторно -розповсюдження ноутбука на OneDrive може призвести до відновлення втрачених даних.

## Сумісність
OneDrive дозволяє користувачам вставляти свої документи Word, Excel та PowerPoint на інші вебсторінки. Ці вбудовані документи дозволяють будь-кому, хто відвідує ці вебсторінки, взаємодіяти з ними, наприклад, переглядати вбудоване слайд-шоу PowerPoint або виконувати розрахунки в рамках вбудованої електронної таблиці Excel. Крім того, Microsoft випустила набір API для OneDrive через Live Connect, щоб дозволити розробникам розробляти вебсервіси та клієнтські додатки, використовуючи хмарне сховище OneDrive. Це дозволяє користувачам цих вебсервісів та клієнтських програм переглядати, коментувати, завантажувати або редагувати файли, що зберігаються на OneDrive. Комплект розробки програмного забезпечення (SDK) доступний для .NET Framework, iOS, Android і Python з обмеженим набором API для вебпрограм і Windows.
OneDrive вже сумісна з безліччю вебсервісів, включаючи:
- Outlook.com: Дозволяє користувачам: Безпосередньо завантажувати документи Office та фотографії в Outlook.com, зберігати їх на OneDrive та ділитися ними з іншими користувачами.

Редагувати документи Office у вебпереглядачі, використовуючи Office Online, і надіслати відповідь безпосередньо відправнику з внесеними редакціями.
- Facebook, Twitter і LinkedIn: дає змогу користувачам швидко ділитися своїми файлами зі своїми контактами в цих соціальних мережах. OneDrive підтримує список контролю доступу всіх користувачів, які мають права переглядати або редагувати файли, включаючи цих користувачів в соціальних мережах.
- Bing: функція «Зберегти і поділитися» дозволяє користувачам зберігати історію пошуку в папці OneDrive.
- Групи Windows Live: перш ніж припинити роботу, групи Windows Live надають кожній групі 1 Гб місця на OneDrive для спільного використання між членами групи. Члени групи мали змогу отримувати доступ, створювати, змінювати та видаляти файли в папках OneDrive групи, а також інші функції, які надає OneDrive. Однак ці функції зрештою стали рідними для OneDrive.